# Angela Voigt
Angela Voigt, född Schmalfeld 18 maj 1951 i Weferlingen, Sachsen-Anhalt, död 11 april 2013 i Magdeburg, var en tysk friidrottare som tävlade för Östtyskland inom längdhopp.
Hon tog OS-guld i längdhopp vid friidrottstävlingarna 1976 i Montréal. Hon satte 9 maj samma år världsrekord i längdhopp med 6,92 i Dresden.